# Винокуров, Александр Семёнович
Александр Семёнович Винокуров (род. 12 октября 1982 года, Москва) — российский предприниматель и управленец. Действующий акционер, партнер и президент инвестиционной компании Марафон, акционер и член совета директоров торговой розничной сети «Магнит» и (до 2023 года) крупнейшего франчайзинга KFC в России; совладелец ООО «Бентус-Лаборатории» (бренд Sanitelle). Председатель комиссии РСПП по торговле и потребительскому рынку.
С 2022 года из-за вторжения России на Украину находится под персональными санкциями Евросоюза и ряда других стран

## Биография

### Ранние годы и начало финансовой карьеры
В детстве недолго жил в Израиле, куда эмигрировал вместе с родителями, но вскоре семья вернулась в Москву. Отец в Израиле познакомился с Шабтаем Калмановичем, в будущем ставшим главным бизнес-партнером Семена Винокурова. С 12 по 25 лет, Винокуров жил в Великобритании, куда  переехал после успешного поступления в одну из частных школ. Окончил экономический факультет Кембриджского университета в 2004 году (в годы учёбы — сооснователь и президент Русского общества Кембриджа), в том же году начал карьеру в инвестиционно-банковском отделе Morgan Stanley (Лондон) на должности старшего специалиста (компанию порекомендовал Рубен Варданян, глава инвестиционной компании «Тройка Диалог», в которой Винокуров проходил стажировку). В 2006 году вернулся в Россию, став сооснователем и вице-президентом российского офиса фонда прямых инвестиций TPG Capital ($100 млрд под управлением). Участник приобретения ряда крупных активов:
- инвестиции в акции Банка ВТБ в рамках приватизации госбанка,
- доля в московских офисных центрах «Белая площадь» и «Белые сады»,
- бельгийская компания с российским производством средств гигиены Ontex S.A.,
- производитель кофе Strauss Coffee,
- питерская сеть гипермаркетов «Лента» (вложения принесли более чем 5-кратный возврат на капитал и стали одной из лучших сделок TPG Capital)[6].

С 2011 года — президент группы «Сумма», объединяющей активы в портовой и железнодорожной логистике, инжиниринге, строительстве, телекоммуникационном и нефтегазовом секторах, нефтетрейдинге, сельском хозяйстве. В этой должности совершил ряд крупных сделок, приобретя вместе с партнёрами TPG Group и GHP Group Марка Гарбера 71 % акций Fesco у «Промышленных инвесторов» Сергея Генералова, а также 50 % акций Объединенной зерновой компании (ОЗК) у государства. С 2014 по 2017 годы — президент компании А1 (инвестиционного подразделения «Альфа-Групп»), в должности президента совершил продажу второй по количеству кинотеатров в России сети «Формула кино» структурам Александра Мамута (сумма сделки составила, по оценкам, от 9 до 12 млрд руб.), приобрёл пакет в группе «Полипластик» (одном из крупнейших производителей полимерных труб), а также участвовал в сделке по поиску нового инвестора крупнейшего онлайн-магазина автозапчастей Exist.ru.
В 2017 году Александр Винокуров основал многопрофильную инвестиционную компанию Marathon Group  (в настоящее время — «Марафон») и сосредоточился на её развитии.

### Предприятия
- С 2015 года до конца ноября 2018 года — основной акционер крупного российского фармацевтического дистрибутора «СИА Групп» (ранее — Сиа Интернейшнл ЛТД)[13]. В феврале 2017 года Винокуров докупил у семьи Игоря Рудинского 50 % в дистрибуторе и консолидировал 100 % компании[14][15]. 29 ноября 2018 года была закрыта сделка по продаже «СИА Групп» розничной сети «Магнит»[16].
- В мае 2017 года холдинг Винокурова приобрел 30 % акций ООО «Бентус-Лаборатории», выпускающего санитайзеры под брендом «Sanitelle»[17], и контрольный пакет акций ООО «Форт» — производителя современных иммунобиологических вакцин[18].
- В мае 2018 года группа ВТБ продала 11,82 % акций розничной сети «Магнит» компании Marathon Group, вследствие чего Винокуров стал одним из совладельцев «Магнита». Сумма сделки не разглашалась, хотя по состоянию на 23 мая рыночная стоимость проданных 12,05 млн акций составляла 62,5 млрд рублей (около 1,02 млрд долларов США). Винокуров назвал сделку по приобретению пакета «Магнита» стратегической инвестицией, к которой привлекались собственные и заёмные средства[19]. В конце ноября 2018 года в результате продажи дистрибьютора «СИА Групп» розничной сети «Магнит»[16] компания Marathon Group и Александр Винокуров увеличили долю в ритейлере до 13,31 %[20].
- В марте 2019 года Александр Винокуров стал партнёром и совладельцем ресторанов KFC в России. Его инвестиционная компания Marathon Group в составе консорциума российских и международных финансовых инвесторов приобрела Интернешнл Ресторант Брэндс (ИРБ), крупнейшего франчайзи KFC на территории России. Marathon Group принадлежит 23,53 % акций ИРБ, в которой в ноябре 2018 г. насчитывалось более 180 ресторанов на территории России[21].
- С апреля 2020 года по июль 2023 года — совладелец зерновой компании «Деметра-Холдинг»[22][23].
- В сентябре структуры Винокурова продолжили скупку акций сети «Магнит», увеличив контролируемую им долю акций компании[24].
- В ходе подготовки компании Fix Price к IPO стало известно, что с 2019 года структура Marathon Group является владельцем 9,9 % торговой сети Fix Price[25].
- В сентябре 2021 года компания Marathon Group вышла из капитала ретейлера Fix Price[26].
- В ноябре 2021 года Marathon Group приобрела 12,9% акций сети «Магнит»[27]. В результате приобретения, Marathon Group увеличила свою долю в капитале сети до 29,2%, став таким образом его крупнейшим акционером[28].

## Общественно-политическая деятельность
Александр Винокуров ранее являлся членом Президиума Генерального совета общероссийской общественной организации «Деловая Россия». В 2015 году учредил 3 гранта (от компании А1 и от себя лично) на обучение перспективных менеджеров в московской бизнес-школе «Сколково», где сам периодически читает лекции студентам по финансовым и экономическим дисциплинам.
В июне 2021 года был награждён серебряной медалью «За особый вклад в развитие Тульской области».
Член  Бюро Правления РСПП, 29 июля 2021 был назначен председателем комиссии РСПП по торговле и потребительскому рынку.

## Спортивная деятельность
В июне 2025 года Александр Винокуров на безальтернативной основе был избран президентом Федерации тяжёлой атлетики России (ФТАР).
Также он является главой комитета по финансированию Попечительского совета Федерации велосипедного спорта России. Под руководством Винокурова комитет заключил спонсорские соглашения с «Русалом», «Согазом», «Аэрофлотом», «Уралкалием», «Евроцементом», «Синтезом» и банком «Российский капитал» и привлёк технических иностранных спонсоров — бельгийскую компанию по производству спортивной экипировки BioRacer, французского производителя велосипедов LOOK и американский бренд MONSTER, выступивший наградным партнером ФВСР.
В начале 2017 года подписал соглашение о создании велокоманды Marathon-Tula с губернатором Тульской области Алексеем Дюминым, которая получила в марте 2018 года лицензию Международного союза велосипедистов (UCI) как трековая велосипедная команда и право участвовать в крупных трековых соревнованиях, включая этапы Кубка мира. В 2021 году велосипедистка команды Marathon Tula Гульназ Хатунцева стала бронзовой медалисткой Олимпиады в Токио.

## Санкции
9 марта 2022 года, из-за вторжения России на Украину, попал в санкционный список стран Евросоюза так как он ведёт деятельность «в секторах экономики, обеспечивающих существенный источник дохода правительству России, которое несёт ответственность за аннексию Крыма и дестабилизацию Украины».
С 5 апреля 2022 года находится под санкциями Канады как «близкий соратник российского режима» за «содействие и создание условий для нарушения суверенитета, территориальной целостности и независимости Украины».
По аналогичным основаниям находится под санкциями Великобритании, Швейцарии, Австралии, Украины и Новой Зеландии.

## Рейтинги
- В 2011 году журнал Forbes включал Александра Винокурова в список самых высокооплачиваемых молодых топ-менеджеров[44].
- В 2015 году Александр Винокуров вошёл в Рейтинг высших руководителей ИД КоммерсантЪ[45].
- В 2016 году ИД КоммерсантЪ включил Александра Винокурова в Топ-250 высших руководителей[46].

## Личная жизнь

### Семья
Женат, воспитывает троих детей. Жена — Екатерина Сергеевна Винокурова, дочь министра иностранных дел Российской Федерации Сергея Лаврова, с которой Винокуров познакомился в Англии. Поженились дочь Лаврова и Винокуров в 2008 году.